# 弗拉基米尔·兹沃雷金
弗拉基米尔·科斯马·兹沃雷金（俄語：Владимир Козьмич Зворыкин，1888年7月29日—1982年7月29日）一作兹沃里金、佐利金，美籍俄裔发明家、工程师，电视技术先驱者。佐利金以阴极射线管发展出一套发射和接收系统。他在1930年代早期在电视实际应用中扮演了重要角色，对贮存式摄像管、红外图像管和电子显微镜的发展做了贡献。一些传记家把他称作电视的真正发明者，虽然在此问题上尚存有争议。

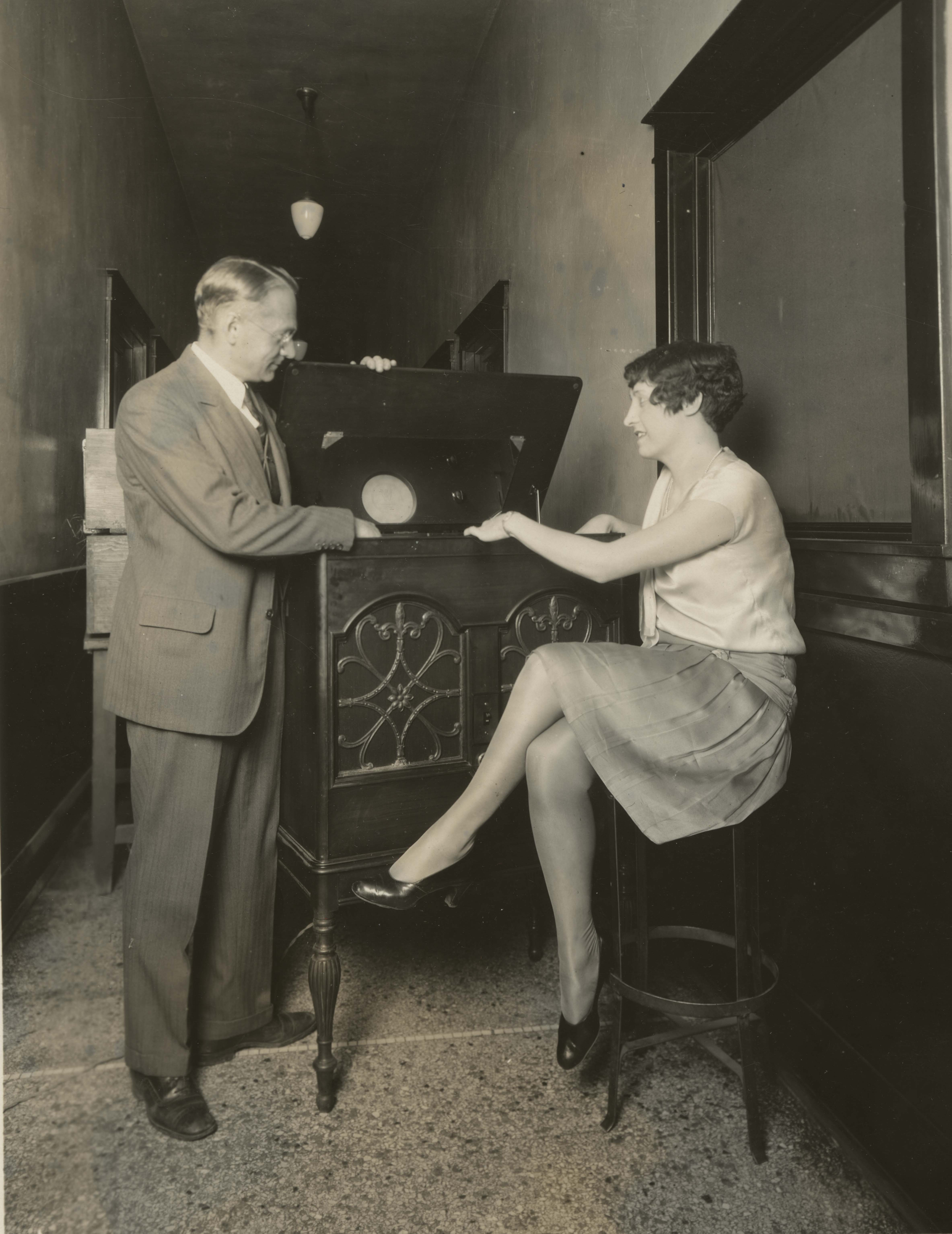
佐利金電視(1929)